# 加禮宛戰役
加禮宛戰役或稱達固湖灣事件，是臺灣原住民噶瑪蘭族（Kebalan）和撒奇萊雅族（Sakizaya）在1878年聯合抗清的事件。該事件對於花蓮地區的族群分布影響極大，撒奇萊雅族及噶瑪蘭族在聯合抗清事件中幾乎滅絕，倖存的族人藏身在阿美族之中。協助清軍的七腳川社一舉成為奇萊平原最大部落，直至七腳川事件後才式微。

## 戰前形勢
牡丹社事件後，清廷認知到經營「後山」（今花蓮、台東一帶）的重要性:50。為鞏固後山防禦，欽差大臣沈葆楨提出「開山」及「撫番」的雙軌經營策略:50。在行政上設置南、中兩路理番同知，並在後山設立分官職，佈署軍隊，以昭示清朝在後山的實際管轄權:50。同時設置招墾局，招募漢人進入後山開墾:50。「開山撫番」的政策侵犯原住民的生活領域，最後導致原住民抗清。

### 加禮宛人（噶瑪蘭族）
加禮宛人（Kaliawan）為撒奇萊雅族及南勢阿美族對花蓮地區噶瑪蘭人的統稱:32。1840年左右自加禮宛港附近（今冬山河接蘭陽溪出口處）移居後山的加禮宛（今花蓮縣新城鄉嘉里村）:32，與南邊的撒奇萊雅族的勢力範圍毗鄰:31。當加禮宛人試圖往美崙溪口發展時，曾遭撒奇萊雅族擊退。但由於加禮宛社能緩衝太魯閣族侵襲的壓力，因此兩族基本上和平共處，也曾共同打擊進近山地區的太魯閣族:32。在人口方面，由於漢人不斷侵墾蘭陽平原，迫使許多噶瑪蘭族人移居北花蓮。根據清政府的資料，截至事件發生前已擁有加禮宛、竹仔林、武暖、七結仔、談仔秉、瑤歌等六個部落:32。
羅大春在接下北路統領後，不斷受到太魯閣族的抵抗。清軍因此招攬加禮宛人與撒奇萊雅人聯盟以抵禦，並親自攏絡其頭目，由此得知清廷當時與二族的關係其實並不差:56。從文獻看來，加禮宛人與撒奇萊雅人也確實是少數相對順服的民族:59；然而日後清廷又派遣更多軍隊進入奇萊，二族才逐漸對於清廷感到不滿:59。

### 撒奇萊雅族
撒奇萊雅族世居於花蓮奇萊平原，勢力範圍約在立霧溪以南，木瓜溪以北，為該地勢力最強的族群:36。其中最大的部落稱為達固湖灣（Takobowan，今慈濟大學至四維高中），清廷文獻紀錄為「巾老耶社」、「筠耶耶社」，或「竹窩宛社」:120。根據耆老黃金文的口述，達固湖灣部落的人，每隔四年的年齡階層會於每次成年禮會沿著外的農兵溪、美崙溪、三仙溪種一圈刺竹:120。刺竹林僅有三道出入口，形成一個強大的防禦堡壘。據傳在事件發生前，部落外的刺竹已經超過60圈，推測該刺竹林已經超過300年。

## 背景
1876年11月，加禮宛人聯合荳蘭及木瓜等部落，於夜間攻擊兵營，並伺機襲擊漢人，福建巡撫丁日昌聞訊親自來臺處理。加禮宛人在事後又呈上木瓜番的首級，表明其並未串通，可見在此時加禮宛人並未達成反撫的決心:63。在事件處理完後，丁日昌下令由吳光亮代替張其光擔任台灣總兵，冀改善軍紀:9。隔年，吳光亮自府城（今台南市）率領飛虎營及線槍營，沿八瑤灣（今屏東縣滿州鄉）進入卑南（今台東縣）:71。之後又於水尾（今瑞穗鄉）、馬太鞍（今光復鄉），以及吳全城（今東華大學附近）駐兵:71。由於北花蓮民族眾多，吳光亮放棄由北、中路進入後山，並強化後山南路的軍事:71。從軍政的重新佈署來看，1876年的事件雖然規模不大，但對於東台灣的經營策略具有決定性的影響:71。

## 事件經過
1878年6月18日，加禮宛人攔截清兵請撥糧食的文書。次日分路圍攻鵲子鋪（今嘉里、北埔交界）營堡，清軍副將陳德勝受傷，參將楊玉貴陣亡。夏獻綸、吳光亮向福建督撫吳贊誠匯報，清廷要求查明起因。夏氏在報告認為，事件係因漢人陳輝煌為勇營購買糧食發生爭執，且陳氏長期欺凌族人，導致加禮宛人不滿:32。後人研究認為除了糧食購買爭執外，事件真正的導火線為當地營勇欺侮當地婦女，母系社會的加禮宛人集合群眾到營理論，然而對方非但隱匿肇事者，甚至將前來理論的族人殺害，才使加禮宛人決心反清:82。
由於加禮宛人屬於「熟番」，清廷決定先進行安撫，因此派遣文官前往加禮宛社安撫社民，事件逐漸平息。但同時清廷又加派了張兆連的鎮海軍，使得平息兩個月的衝突再度爆發，加禮宛人殺害參將文毓麟等十人:84。原先對本案抱持同情態度的吳贊誠，也開始主張懲剿加禮宛社，自此清廷決議武力鎮壓加禮宛社:84。
吳贊誠派遣總兵孫開華領擢勝軍一營，鎮海中營七哨，以及新設海字營四哨，乘輪船赴花蓮港:131。同時命令福靖新右營兩哨到新城駐守鵲子埔，新增兵力合計兩千餘人:131。孫開華原先計畫由美崙山進攻加禮宛。然而9月5日在美崙山探勘地勢時，遭到加禮宛人襲擊，清軍死傷數名。因此孫開華決定先攻擊撒奇萊雅族的達固湖灣部落，以孤立加禮宛社:131。隔日，孫開華遣副將李光率軍駐紮美崙港，調新城營勇駐守鵲子埔:131。孫開華則親自領兵前往攻打加禮宛社，但實際上卻派遣參將胡德興、吳立貴、同知朱上泮、都司李英，及劉洪順等人率領主力部隊前往達固湖灣:131。加禮宛社主戰派領袖達甫‧瓦努（Dafu Wanu）得悉後，隨即率族人支援達固湖灣，但被清軍截擊敗退，達甫等人戰死:131。
當時達固湖灣部落外圍種了濃密的刺竹林，清軍起初不得其門而入。後來清軍根據其他原住民傳來的情報，得知刺竹林有三道取水門，於是清軍改由取水門進攻。但取水門太小，清軍一攻入，就會遭到內部的撒奇萊亞人擊殺。清兵決定採取火攻，將帶火的箭矢朝竹林發射，使部落付之一炬。頭目們在商議之後決議推舉大頭目古穆·巴力克（Komod Pazik）及其妻伊婕·卡娜蕭（Icep Kanasaw）前往清軍兵營投降。撒奇萊雅人投降後，清軍將古穆‧巴力克縛於今日花蓮慈濟醫院附近茄苳樹上凌遲。並將一棵大茄苳樹幹剖成兩半，將頭目夫人伊婕·卡那蕭夾在中間，再使數十名清軍於巨木上踩踏，將其活活夾死。清軍命令撒奇萊亞族人和阿美族人在旁圍觀，以達殺雞儆猴之效。
9月7日清晨，清軍再度攻擊加禮宛社，加禮宛人不敵，其後敗退:131。清軍原想乘勝追擊，但因路況不佳，雜草叢生，因此清軍先收隊回營，兩方繼續對峙:131。次日清晨，吳光亮自南方的竹林攻入，孫開華則自西南方秘密前進，並度過美崙溪夾擊加禮宛社:131。中午，孫軍攻破加禮宛人的土壘，斬殺加禮宛人百餘名，餘者逃:131。自此，原先觀望的荳蘭、薄薄等社皆表示順服:132。同時太魯閣族也加入攻擊加禮宛社的行列，加禮宛社終於在四面受敵的狀況下投降:132。

## 紀念
達固湖灣被攻破後，二族慘遭滅族，倖存族人逃往縱谷、東海岸，隱身於阿美族之中，直至2007年才正名成功。撒奇萊雅族為紀念在戰役中喪生的頭目古穆夫婦，將古穆‧巴力克追尊為「火神」，夫人伊婕‧卡娜蕭則追尊為「火神太」。2006年7月1日，撒奇萊雅族於花蓮市國福部落舉辦首次火神祭（Palamal），追祀其他曾為族人奮戰過的祖先。2009年，噶瑪蘭族、撒奇萊雅族在當年事件發生地「加禮宛大社紀念碑」前，進行埋石立約儀式，代表兩族的盟約如磐石堅定。

## 外部連結
- 烽火漂泊 寂寞重生-噶瑪蘭族與撒奇萊雅族百年奮起路（页面存档备份，存于）
- 加禮宛戰役論文下載（页面存档备份，存于）